# Парламентарни избори у Шпанији 2011.
Парламентарни избори за Генерални Кортес у Шпанији одржани су 20. новембра 2011. године. Бирано је 350 посланика за Шпански посланички конгрес који ће одредити новог премијера.
Одржани су такође и директни избори за 208 чланова горњег дома Сената.
Народна партија Маријана Рахоја освојила је апсолутну већину, док је Социјалистичка радничка партија претрпела највећи пораз од увођења демократије.
| Политичка партија       | Политичка партија | Конгрес        | Конгрес | Конгрес | Конгрес   | Конгрес    | Сенат   | Сенат |
| Политичка партија       | Политичка партија | Укупно гласова | %       | +/-     | Посланици | +/-        | Сенатор | +/-   |
| ----------------------- | --- | -------------- | ------- | ------- | --------- | ---------- | ------- | ----- |
|                         | Народна партија (Шпанија) | 10,830,693     | 44.62%  | 4.68%   | 186       | 32         | 136     | 35    |
|                         | Шпанска социјалистичка радничка партија                                                                                             | 6,973,880      | 28.73%  | 15.14%  | 110       | 59         | 48      | 40    |
|                         | Уједињена левица | 1,680,810      | 6.92%   | 3.15%   | 11        | 9          | -       | -     |
|                         | Унија, Прогрес и Демократија | 1,140,242      | 4.69%   | 3.50%   | 5         | 4          | -       | -     |
|                         | Конвергенција и унија | 1,014,263      | 4.17%   | 1.14%   | 16        | 6          | 9       | 5     |
|                         | Амаијур | 333,628        | 1.37%   | 1.37%   | 7         | 7          | 3       | 3     |
|                         | Баскијска национална партија(EAJ/PNV)                                                                                               | 323,517        | 1.33%   | 0.14%   | 5         | 1          | 4       | 2     |
|                         | Републиканска левица Каталоније (ERC) - Прегруписавање - Каталонска солидарност за независност                                      | 255,961        | 1.05%   | 0.11%   | 3         | Стагнација | -       | -     |
|                         | Каталонски договор за напредак (Социјалистичка партија Каталоније-Иницијатива за зелену Каталонију-Уједињена и Алтернативна левица) |                |         |         |           |            | 7       | 5     |
|                         | Национални блок Галиције | 183,279        | 0.75%   |         | 2         | Стагнација |         |       |
|                         | Канарска коалиција | 143,550        | 0.59%   |         | 2         | Стагнација | 1       |       |
|                         | Компромис (партија) | 125,150        | 0.51%   |         | 1         | 1          |         |       |
|                         | Астуријски форум | 99,173         | 0.40%   |         | 1         | 1          |         |       |
|                         | Героа Баи (Баскијска национална партија (PNV), Atarrabia Taldea, Zabaltzen)                                                         | 42,411         | 0.17%   |         | 1         | 1          |         |       |
| Укупно (излазак 71,69%) | Укупно (излазак 71,69%) |                | 92.92%  | N/A     | 350       |            | 208     |       |